# Kimballton
Kimballton ist eine Kleinstadt (mit dem Status „City“) im Audubon County im US-amerikanischen Bundesstaat Iowa. Das U.S. Census Bureau hat bei der Volkszählung 2020 eine Einwohnerzahl von 291 ermittelt.

## Geografie
Kimballton liegt im mittleren Westen Iowas am Indian Creek, der über den East Nishnabotna River und den Nishnabotna River zum Stromgebiet des Missouri gehört. Dieser bildet rund 90 km westlich von Kimballton die Grenze Iowas zu Nebraska. Die Grenze zum südlich benachbarten Bundesstaat Missouri verläuft in rund 130 km Entfernung.
Die geografischen Koordinaten von Kimballton sind 41°37′43″ nördlicher Breite und 95°04′23″ westlicher Länge. Das Stadtgebiet erstreckt sich über eine Fläche von 1,99 km² und liegt in der Sharon Township.
Nachbarorte von Kimballton sind Audubon (20,3 km nordöstlich), Hamlin (16,2 km ostnordöstlich), Exira (21,1 km ostsüdöstlich), Brayton (21,1 km südöstlich), Elk Horn (4,9 km südlich), Walnut (29,6 km südwestlich), Harlan (23,2 km westlich) und Irwin (29 km nordwestlich).
Die nächstgelegenen größeren Städte sind die Twin Cities in Minnesota (Minneapolis und Saint Paul) (531 km nordnordöstlich), Cedar Rapids (310 km ostnordöstlich), Iowas Hauptstadt Des Moines (136 km östlich), Kansas City in Missouri (317 km südlich), Nebraskas größte Stadt Omaha (114 km südwestlich), Sioux City (178 km nordwestlich) und South Dakotas größte Stadt Sioux Falls (314 km in der gleichen Richtung).

## Verkehr
Der Iowa Highway 44 führt in West-Ost-Richtung als Hauptstraße durch Kimballton. Alle weiteren Straßen sind untergeordnete Landstraßen, teils unbefestigte Fahrwege sowie innerörtliche Verbindungsstraßen.
Mit dem Audubon County Airport befindet sich 20 km nordöstlich von Kimballton ein kleiner Flugplatz. Die nächsten Verkehrsflughäfen sind das Eppley Airfield in Omaha (115 km südwestlich) und der Des Moines International Airport (146 km östlich).

## Geschichte
Im Jahr 1883 siedelten sich dänische Einwanderer an. Im gleichen Jahr wurde eine Poststation eingerichtet. Der Anschluss an das Eisenbahnnetz erfolgte im Jahr 1907. Ein Jahr später wurde die Siedlung als selbstständige Gemeinde inkorporiert.

## Bevölkerung
Nach der Volkszählung im Jahr 2010 lebten in Kimballton 322 Menschen in 145 Haushalten. Die Bevölkerungsdichte betrug 161,8 Einwohner pro Quadratkilometer. In den 145 Haushalten lebten statistisch je 2,22 Personen.
Ethnisch betrachtet setzte sich die Bevölkerung zusammen aus 97,8 Prozent Weißen, 0,3 Prozent (eine Person) amerikanischen Ureinwohnern, 0,9 Prozent Asiaten sowie 0,3 Prozent aus anderen ethnischen Gruppen; 0,6 Prozent stammten von zwei oder mehr Ethnien ab.
21,1 Prozent der Bevölkerung waren unter 18 Jahre alt, 56,9 Prozent waren zwischen 18 und 64 und 22,0 Prozent waren 65 Jahre oder älter. 51,2 Prozent der Bevölkerung waren weiblich.
Das mittlere jährliche Einkommen eines Haushalts lag bei 35.357 USD. Das Pro-Kopf-Einkommen betrug 18.133 USD. 11,2 Prozent der Einwohner lebten unterhalb der Armutsgrenze.